# Nick McCrory
Nicholas Montgomery McCrory, detto Nick, (Durham, 9 agosto 1991), è un tuffatore statunitense. Ha rappresentato gli Stati Uniti d'America ai Giochi olimpici di Londra 2012, dove, in coppia con David Alasdair Boudia, si è aggiudicato la medaglia di bronzo nel concorso dalla piattaforma 10 metri sincro.

## Biografia
Ai Campionati mondiali di nuoto di Shanghai 2011, in coppia con David Alasdair Boudia, ha gareggiato nella piattaforma 10 metri maschile. Nel turno eliminatorio ha ottenuto il secondo posto. In finale, dopo aver compiuto un grave errore nella quinta serie di tuffi, si è classificato al quinto posto.
Ai Giochi olimpici di Londra 2012 ha gareggiato nei tuffi dalla piattaforma 10 metri individuale e sincronizzati.

## Palmarès
- Giochi olimpici

Londra 2012: bronzo nel sincro 10 m.